# قرار مجلس الأمن التابع للأمم المتحدة رقم 1063
قرار مجلس الأمن التابع للأمم المتحدة رقم 1063، المتخذ بالإجماع في 28 حزيران / يونيو 1996، بعد التذكير بجميع قرارات مجلس الأمن والجمعية العامة بشأن هايتي وإنهاء بعثة الأمم المتحدة في هايتي في 30 حزيران / يونيو 1996 وفقاً للقرار 1048 (1996) قرر المجلس إنشاء بعثة الأمم المتحدة للدعم في هايتي لتدريب قوة الشرطة الوطنية والحفاظ على بيئة مستقرة.
وأكد مجلس الأمن أهمية وجود قوة شرطة هايتية محترفة تعمل بكامل طاقتها وتنشيط النظام القانوني. وفي هذا الصدد، أُنشئت بعثة الأمم المتحدة للدعم في هايتي للحفاظ على بيئة مستقرة والمساعدة في تدريب قوة شرطة جديدة، مبدئيًا حتى 30 تشرين الثاني / نوفمبر 1996. وستتألف البعثة مبدئياً من 300 شرطي و600 جندي. كما كان على هايتي أن تتلقى دعماً مالياً إضافياً بسرعة من المؤسسات الدولية من أجل إعادة إعمار البلد.
وأخيراً، طلب من الأمين العام بطرس بطرس غالي بحلول 30 أيلول / سبتمبر 1996 تقديم تقرير عن تنفيذ القرار الحالي والبحث عن مزيد من الفرص لخفض التكاليف التشغيلية لبعثة الأمم المتحدة للدعم في هايتي.

## روابط خارجية
- نص القرار في undocs.org